# Timothy Kitum
Timothy Kitum (Marakwet, 20 novembre 1994) è un mezzofondista keniota, specializzato negli 800 metri piani.

## Palmarès
| Anno | Manifestazione     | Sede        | Evento      | Risultato  | Prestazione | Note                                     |
| ---- | ------------------ | ----------- | ----------- | ---------- | ----------- | ---------------------------------------- |
| 2011 | Mondiali allievi   | Lilla       | 800 m piani | Bronzo     | 1'44"98     | Miglior prestazione personale            |
| 2012 | Mondiali indoor    | Istanbul    | 800 m piani | Semifinale | 1'48"22     |                                          |
| 2012 | Mondiali juniores  | Barcellona  | 800 m piani | Argento    | 1'44"56     |                                          |
| 2012 | Giochi olimpici    | Londra      | 800 m piani | Bronzo     | 1'42"53     | Miglior prestazione personale            |
| 2015 | World Relays       | Nassau      | 4×800 m     | Finale     | dq          |                                          |
| 2015 | Giochi panafricani | Brazzaville | 800 m piani | 4º         | 1'50"93     |                                          |
| 2017 | World Relays       | Nassau      | 4×800 m     | Argento    | 7'13"70     | Miglior prestazione personale stagionale |

## Campionati nazionali
2015
- Argento ai campionati kenioti, 800 m piani - 1'45"5

## Altre competizioni internazionali
2012
- 4º al Golden Gala ( Roma), 800 m piani - 1'45"15

2013
- Argento al Prefontaine Classic ( Eugene), 800 m piani - 1'45"16

2015
- Bronzo al Golden Spike ( Ostrava), 1000 m piani - 2'17"62